# Siegelbach (Möckmühl)

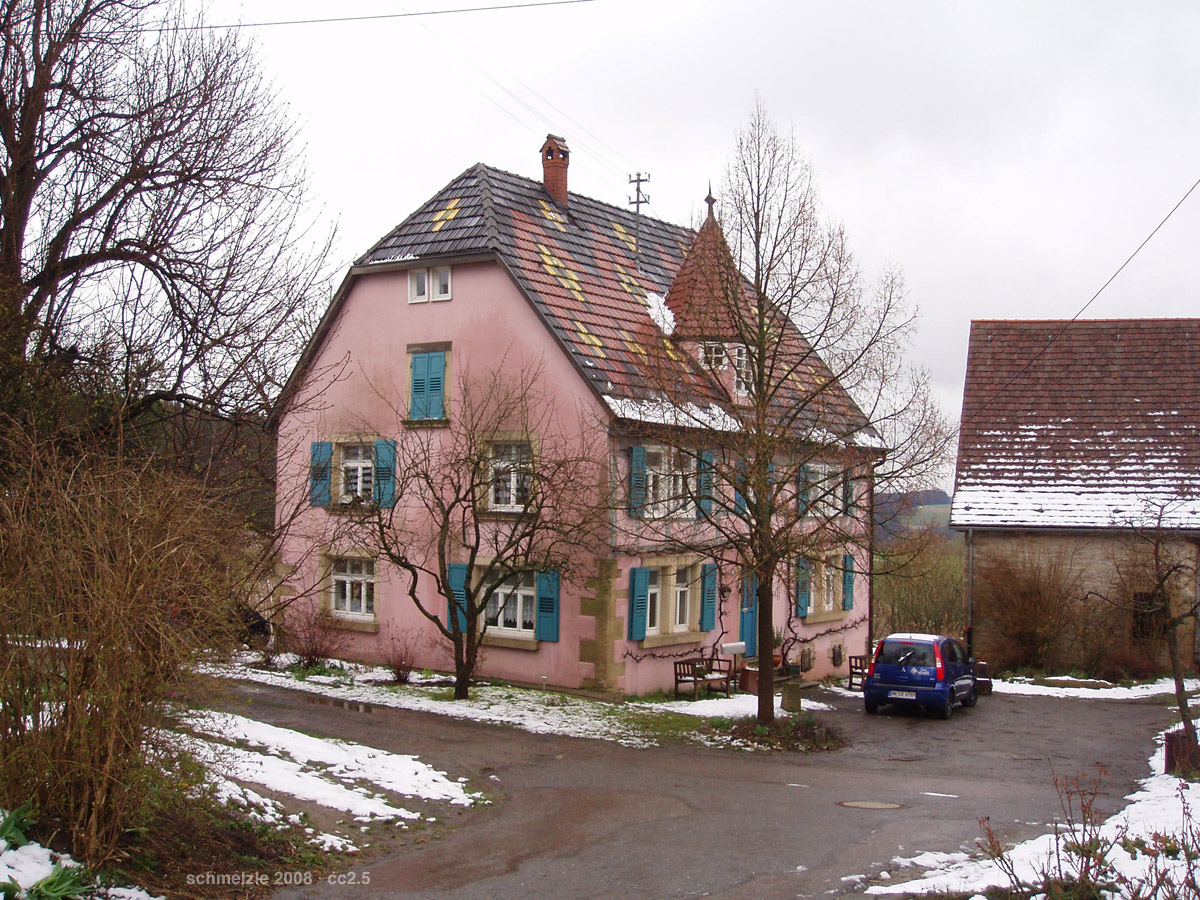
Historisches Gebäude in Siegelbach

Siegelbach ist ein zu Möckmühl im Landkreis Heilbronn im nördlichen Baden-Württemberg zählender Weiler.

## Lage
Siegelbach liegt auf einem östlichen Hügelsporn zwischen 300 und 315 m ü. NHN etwa zweieinhalb Kilometer westnordwestlich der Stadtmitte von Möckmühl an einer Spange, die die von Bittelbronn im Norden (K 2137) und von Möckmühl im Osten (K 2024) in Richtung Siglingen führenden Straßen verbindet. Im Norden und Süden rahmende Gräben vereinigen sich vor dem Sporn zu einem Bach, der über die Hannackerklinge zur untersten Schefflenz läuft.

## Geschichte
Der älteste urkundliche Beleg für eine Besiedlung des Ortes stammt aus dem Jahr 1313, als Albrecht von Hohenlohe und seine Frau Hedwig ihren Besitz in Sensfeld, Sigelbach, Swerze, Korbe und Buchsheim an das Kloster Seligental verkauften. Der Ort befand sich früh in Streubesitz, insgesamt sind zehn verschiedene Lehen nachgewiesen. Der Seligentaler Anteil kam 1539 an die Stadt Möckmühl. Der Zehnt lag ebenfalls bei verschiedenen Herren. 1478 erwarb die Pfarrkirche in Möckmühl einen Teil des Zehnten, 1489 besaß ihn Kilian von Berlichingen, 1510 Jost Grimmel von Möckmühl. 1570 war der Zehnt zwischen dem Stift Mosbach, dem Stift Möckmühl und der Liebfrauenpfründe der Möckmühler Pfarrkirche aufgeteilt. Die württembergischen Zehntrechte in Siegelbach stammen vermutlich aus einer späteren Erweiterung durch Rodung in der Schiffert.
Im Dreißigjährigen Krieg wurde der Ort verlassen. Die Höfe und die zugehörigen Fluren lagen mehrere Jahrzehnte über den Westfälischen Frieden hinaus brach. Auch die Flur des südöstlich von Siegelbach gelegenen, ebenso verlassenen Dorfes Schwärz wurde nicht mehr bewirtschaftet, und Grenzsteine gingen verloren, so dass der genaue Verlauf der kleinteilig gestreuten Markungen in Vergessenheit geriet.
1688 erwarb der Schweizer Einwanderer Hans Vogel aus Viechdorf im Kanton Bern den Möckmühler Anteil des Dorfes. Vogel und seine Söhne waren mehrere Jahrzehnte damit beschäftigt, die völlig verwilderten landwirtschaftlichen Nutzflächen wieder zu roden und urbar zu machen. Bis 1709 waren 126 Morgen gerodet, während 366 Morgen noch wüst lagen. Zwischen 1701 und 1709 führte Vogel einen langwierigen Prozess gegen die Stadt Möckmühl, da diese nach der Neuvermessung der Markung mehr Flächen an ihn verkauft hatte, als ihr ursprünglich gehört hatten, was verschiedene Bauern aus Bittelbronn und Reichertshausen gegen Vogel aufbrachte, die ihm ihre einstigen Äcker streitig machen wollten. Der Prozess wurde letztlich zugunsten von Vogel entschieden.
1979 bestand Siegelbach aus neun Höfen.